# Серебряные руды
Серебряные руды — природные минеральные образования, в которых содержание серебра делает экономически и технически обоснованным их промышленное использование. В качестве полезных компонентов в серебряных рудах содержатся минералы аргентит, пираргирит, полибазит, прустит и стефанит. Серебряные руды как таковые встречаются редко, промышленная добыча серебра ведётся преимущественно путём извлечения его попутно при переработке полиметаллических руд, где оно концентрируется в виде примесей из сульфидов.
Самородное серебро — Ag. Твёрдость 2,5 — 3. Плотность 9,6 — 12,0. Блеск металлический, непрозрачно. Цвет серебристо-белый, серый или с чёрным налётом. Цвет черты — серебристо-белый. Излом крючковатый, ковкое, вытягивается в проволоку. Спайность отсутствует. Встречается в виде гнёзд или вкраплений. Кубическая сингония. Встречается в Германии (Саксония), Норвегии, Канаде, США (штат Невада), Мексике, России (Сибирь).
Прустит (светлая красная серебряная руда) — Ag3AsS3, просвечивающий рубинового или красного цвета минерал тригональной сингонии (твёрдость 2,5; плотность 5,57 — 5,64), на свету покрывается налётом и темнеет.